# مدرسة هارتفيغ نيسن

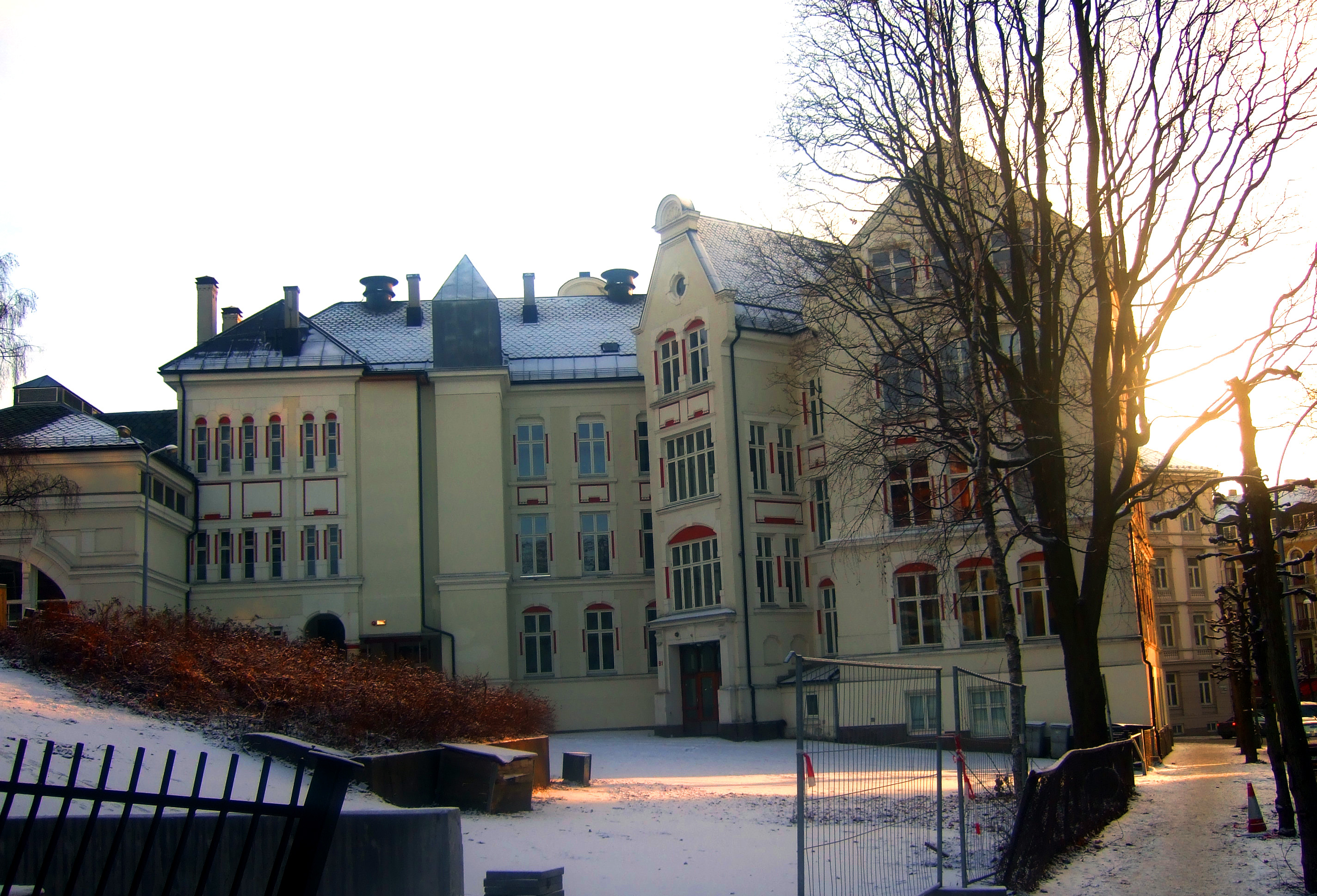
مدرسة هارتفيغ نيسن في أوسلو

مدرسة هارتفيج نيسن أو نيسن (النرويجية: Hartvig Nissens skole) هي ثانوية إعداديّة وصالة ألعاب رياضية مرموقة في أوسلو بالنرويج. تقع في حي أورانينبورغ في منطقة ويست إند (West End) في حي فروجنير الراقي بمحاذات شارع نيلز جويل 56 (Niels Juels gate). في أوسلو. تعرف المدرسة التي أسست من قبل هارتفيغ نيسن في عام 1849 بشكل غير رسمي وعلى نطاق واسع باسم «نيسن». حيث كانت في الأصل مدرسة خاصة للبنات لخدمة الطبقة البورجوازية العليا كما تعد صالة الألعاب ثاني أقدم صالة رياضية في أوسلو وواحدة من أعرق الأندية في البلاد ؛ شمل خريجوها العديد من المشاهير واثنين من أعضاء العائلة المالكة النرويجية. كما كانت أول مدرسة عليا في النرويج قبلت بالنساء في صفوفها.
وعلى الرغم من أن المدرسة معروفة فقط في النرويج، إلا أنها اشتهرت على المستوى الدولي من خلال المسلسل التلفزيوني الشبابي الشهير سكام الذي صورت مجمل أحداثه فيها.